# Lista de episódios de Pokémon Sun & Moon: Ultra Adventures
Esta é a lista de episódios de Pokémon Sun & Moon: Ultra Adventures (anunciado como Pokémon the Series: Sun & Moon: Ultra Adventures), originalmente conhecida no Japão como Pocket Monsters: Sun & Moon (ポケットモンスター サン＆ムーン, Poketto Monsutā San ando Mūn). É a vigésima primeira temporada do anime Pokémon (ポケットモンスター, Poketto Monsutā; Pocket Monsters). Esta temporada segue as continuações das aventuras de Ash e seus colegas de classe na escola Pokémon na região de Alola.
A temporada estreou no Japão em 5 de outubro de 2017 na TV Tokyo. A temporada estreou nos Estados Unidos em 24 de março de 2018 no Disney XD.
A abertura japonês é "Alola!!" (アローラ!!, Arōra!!) por Rica Matsumoto e Ikue Otani. O encerramento japonês é "Pose" (ポーズ, Pōzu) por Taiiku Okazaki. A segunda abertura japonês é "Future Connection" (未来コネクション, Mirai Konekushon) por banda japonês, ReaL e o terceiro tema é Sua aventura (キミの冒険, Kimi no bōken?) por Taiiku Okazaki para os episódios 91 e 92. O segundo encerramento japonês é "Pirralho, Pirralhete" (ジャリボーイ・ジャリガール, Jari-boy, Jari-girl), linguajar usado pela Equipe Rocket, novamente por Taiiku Okazaki. A abertura americana é “Under the Alolan Moon” composta por Ed Goldfarb, apresentando Haven Paschall e Ben Dixon. A abertura brasileira é "Sob a Lua de Alola" composta por Jill Viegas.
No Brasil, Pokémon, A Série Sol e Lua: Ultra Aventuras foi exibido no dia 4 de junho de 2018 no Cartoon Network com base no canal fechado da TV Pokémon nas exibições de todas as sextas-feiras.
Em Portugal, Pokémon, A Série Sol e Lua: Ultra-Aventuras foi exibido em 23 de dezembro de 2018 no Biggs.

## Episódios
| Episódios | Episódios | Título em Português Título Original | Na transmissão | Na transmissão             |
| # | #         | Título em Português Título Original | Japão          | Brasil                     |
| --- | --------- | --- | -------------- | -------------------------- |
| 994 | SM–044    | "Um Encontro dos Sonhos! Satoshi e Hoshigumo! Encontro misterioso!!" "Satoshi to Hoshigumo! Fushigina deai!! (サトシとほしぐも！不思議な出会い！！)"                                                     | 5/10/2017      | 4/06/2018 Cartoon Network  |
| Depois de retornarem a Alola, Ash tem um sonho misterioso de um lugar onde encontra dois Pokémons, um Solgaleo e um Lunala e fazem uma promessa a Ash. Em algum lugar onde está Gladion com seu Pokémon misterioso, isso também chama a atenção, como também chama a atenção das outras deidades guardiãs. Ash depois acorda e depois vai para a escola, mas Tapu Koko chama a atenção de Pikachu e lá encontram um Cosmog que não se encontra nos registros de Rotom. Ash leva o Cosmog para a escola e começa a dar trabalho para todos. Lillian o chama de Hoshigumo (Nebby na versão norte-americana). Depois eles saem para conseguir o que ele gosta. De volta, lá eles encontram Lusamine, mãe de Lillian, Sauboh (Faba na versão norte-americana), a Prof. Burnet e Wicke e falam que o Cosmog está ligado com os Ultra Beasts Solgaleo e Lunala. Depois, eles decidem deixar o Cosmog com Ash, mas Sauboh parece ser contra. |           | |                |                            |
| 995 | SM–045    | "Cadê? Sumiu! Hoshigumo em pânico! Teletransporte repentino!!" "Hoshigumo panikku! Terepōto wa totsuzen ni!! (ほしぐもパニック！テレポートは突然に！！)"                                                 | 12/10/2017     | 5/06/2018 Cartoon Network  |
| Depois que voltaram na escola pokémon, Ash decide cuidar do Cosmog com se fosse seu novo Pokémon. A Equipe Rocket em frente a escola Pokémon numa van vendendo donuts, eles dão de cara com Ash e já quer comprar uma coisa, mas Kukui não deixa. Na aula de massa, Cosmog acaba tocando em todos e aparecem em distintos lugares através do teletransporte de Cosmog, mas ao chegar na Lillian, ele dorme. Depois acorda e começa a chorar e Lillian o acalma. Todos pensam em como funciona o teletransporte de Cosmog e tudo indica que isso acontece quando ele se aproxima da pessoa e se teletransporta no lugar que foi pensado. Ash acaba sendo teletransportado e dá de cara com o Jigglypuff, que ouve a canção de ninar e acaba dormindo, até no final ter a cara pintada, como de costume. Cosmog continua a usar o teletransporte e a acaba indo a lugares distintos até dar de cara com a Equipe Rocket. Jessie começa a enfrentar Ash e ela muda de posição até dar de cara com a luz do sol e a Equipe Rocket tira proveito para roubar o Cosmog de Ash, até depois aparecerem onde se encontrava o Bewear. Cosmog se teletransporta até onde está Ash. Os outros se encontram com Ash. Cosmog se teletransporta e todos acabam indo no telhado da escola Pokémon. |           | |                |                            |
| 996 | SM–046    | "As Aparências Enganam! Andando, em busca do Metamon transformado!" "Henshin Metamon, sagasu n da mon! (変身メタモン、探すんだモン！)"                                                                   | 19/10/2017     | 6/06/2018 Cartoon Network  |
| Chegando na fundação Aether, lá eles são recepcionados por Sauboh e Wicke, mas Sauboh parece ter um interesse especial em Cosmog. Quem também os espreitava é a Equipe Rocket, que também consegue entrar graças a Sauboh. Eles também conhece a residência onde lá se encontrava Lusamine que começa a receber ligações de telefone, que chateia Lillian. Sauboh e Wicke os acompanha por todo o complexo e lá vêem a Prof. Burnet em que ajudam na vacinação dos Dittos. Quando chega no Chris, este acaba fugindo, mas depois é pego e é vacinado. Sauboh depois vai embora e depois pega a Equipe Rocket que estava tentando pegar o Cosmog de Ash, mas depois eles falam que não descobriram nada. |           | |                |                            |
| 997 | SM–047    | "Um Alerta Mascarado! Gladion e Silvally! A máscara do castigo!!" "Gurajio to Silvady! Imashime no kamen!! (グラジオとシルヴァディ！戒めの仮面！！)"                                                     | 26/10/2017     | 7/06/2018 Cartoon Network  |
| Ash está dando banho no Píkachu. Depois Lycanroc, mas Litten dá uma bagunçada que deixa o pelo do Lycanroc bagunçado, que começa ter olhos vermelhos e depois começa a perseguir o Litten, mas depois se acalma. Ash pensa no Gladion, que Cosmog toca no Ash e o teletransporta junto do Pikachu e Lycanroc para o Ten Carat Hill, lugar onde Gladion tem mantido Silvally escondido. Ash dá de cara com um bando de Pinsir, mas Gladion o salva. Gladion fica intrigado ao ver o Cosmog. Gladion conta que Lillian começou a ter medo em tocar nos Pokémons depois de ser atacada por um Nihilego, um Ultra Beast. Depois, Gladion quer ter mais respostas de Ash e o próprio propõe uma batalha contra Gladion. Durante a batalha Pokémon, Lycanroc contra Silvally, Lycanroc acaba caindo na água e tem seu pelo bagunçado de novo e começa ter os olhos vermelhos, mas o choro de Cosmog acalma o Lycanroc. A batalha é retomada e Gladion vence. Depois Gladion pede a Ash para que não conte do que houve sobre Lillian, como também dos Ultra Beasts e de sua devoção em querer combatê-los. Ash quer voltar pra casa, mas o Cosmog acaba dormindo. Ele depois consegue achar o local de volta com a ajuda do Lycanroc.                                                    |           | |                |                            |
| 998 | SM–048    | "A Noite das Mil Poses! Poses com toda força na festa dos pijamas!" "Zenryoku pōzu de otomari-kai! (ゼンリョクポーズでお泊まり会！)"                                                                     | 2/11/2017      | 11/06/2018 Cartoon Network |
| Lillian está em sua casa, mas se aborrece por ser filmada e por sua mãe estar ocupada atendendo ligações. Prof. Burnet se encontra onde está Ash e os outros aparecem para fazer a festa do pijama. Começa a competição de esconde-esconde, mas Lillian ganha, embora isso a deixe relutante por causa de seu medo de tocar nos Pokémons. Depois uma competição de poses, mas Kiawe se empolga que queima todo mundo. Chega a hora da refeição e cada um briga que programa de TV deveria assistir. Quando iam se servir, um Munchlax guloso acaba comendo toda a comida. Depois eles saem de casa para ter uma batalha treino Pokémon. Nogueira e Burnet voltam das compras e todo mundo se serve. Lillian acorda e sai a noite. Burnet nota e foi falar com Lillian um pouco sobre sua mãe. Na saída, Lillian pensa no Gladion e Cosmog a teletransporta onde está seu irmão e vê o Silvally, que a deixa com medo e Cosmog a teletransporta onde estão seus amigos. Lillian fica intrigada com o Silvally que viu. |           | |                |                            |
| 999 | SM–049    | "Missão: Lembranças! Lillie e Silvally, recuperando a memória!" "Rīrie to Shiruvadi, yomigaeru kioku! (リーリエとシルヴァディ、よみがえる記憶！)"                                                        | 9/11/2017      | 12/06/2018 Cartoon Network |
| Lillian ainda continua em choque e perde totalmente a capacidade de tocar nos Pokémons. Gladion repreende Ash por ele e Lillian se encontrarem. Gladion recebe a visita de Sauboh e ele rouba o Silvally de Gladion. Lillian sai da escola e Ash a acompanha. Lillian começa a ter fragmentos de sua memória e Cosmog a teleporta junto de Ash aos lugares que ela tem lembranças de sua mãe e Gladion. No último lugar eles acabam no laboratório em que Sauboh a percebe. Ele persuade a Equipe Rocket a pegar Lillian, mas a Equipe Rocket se recusa. Ash e Lillian dão de cara com Alakazam e Hypno e Ash os confronta e Sauboh pega Lillian. Gladion e sua mãe procuram o Silvally e Gladion encontra. Sauboh usa o Alakazam para apagar as lembranças de Lillian, mas Gladion a salva. Lillian se lembra que ela foi salva do Nihilego e ao Silvally avançar no Alakazam depois de remover a máscara de seu rosto. Sauboh recua. Depois, Lillian parece ter perdido o medo de tocar nos Pokémons. |           | |                |                            |
| 1000 | SM–50     | "A Vingança de Fábio! O contra-ataque de Sauboh! O sequestro de Hoshigumo!!" "Zaobō no gyakushū! Sarawa reta Hoshigumo!! (ザオボーの逆襲！さらわれたほしぐも！！)"                                       | 16/11/2017     | 13/06/2018 Cartoon Network |
| Depois de Lillian recuperar sua memória, ela passa a querer se aproximar dos Pokémons e tocá-los. Nogueira propõe uma dinâmica de pular corda e Lillian se diverte pulando corda com todos os Pokémons. Sauboh tenta capturar o Cosmog, mas a Equipe Rocket o frustra e Cosmog manda a Equipe Rocket até o Bewear e Cosmog retorna. Sauboh engana o Cosmog para que este o teletransporta para o laboratório da fundação Aether. Ash, Lillian e Gladion vão até a fundação Aether para salvar Cosmog. Sauboh prende Cosmog em uma gaiola para abrir um espécie de Ultra Hole para tentar trazer o Nihilego, Pokémon que tem afligido Lillian, mas este tem seus planos frustrados por Ash e o buraco desaparece. Cosmog evolui para Cosmoem que ativa novamente o Ultra Hole e o Nihilego aparece e vai pra cima onde está Lillian, Gladion e Lusamine, mas Lusamine protege Gladion e o Nihilego leva Lusamine embora através do Ultra Hole que saiu. |           | |                |                            |
| 1001 | SM–51     | "Determinação em Família! Lillie Empenhada! Um Ato de Fuga Determinado!" "GanbaRirie! Ketsui no iede! (がんばリーリエ！決意の家出！)"                                                                    | 23/11/2017     | 14/06/2018 Cartoon Network |
| Depois de Nihilego arrastar Lusamine através do Ultra Hole, Lillian e Gladion decidem ir a Ilha Poni. Ash acha estranho porque Cosmoem chegou a essa evolução e porque se encontra em sono profundo. Pedro, empregado da Lillian aparece na escola para falar que Lillian e Gladion sumiram e tudo indica que foram salvar Lusamine. Depois, eles foram ver Pandam para saber do lugar onde Lillian e Gladion foram e rumam para a Ilha Poni onde lá esperam encontrar o Ultra Beast Solgaleo. Lillian e Gladion passam pelos testes de lá e confrontam um bando de Jangmo-o, Hakamo-o e um totem Kommo-o. Através de um disco de memória, Gladion consegue mudar o Silvally para a forma de fada e vence o Pokémon totem e os outros Pokémons. Ash e cia se encontram com Lillian e Gladion. Eles depois se encontram com todas as divindades guardiãs da ilha. |           | |                |                            |
| 1002 | SM–52     | "Revelando a Lenda! Altar do Sol! Solgaleo desce!!" "Nichirin no saidan! Solgaleo kōrin!! (日輪の祭壇！ソルガレオ降臨！！)"                                                                              | 30/11/2017     | 18/06/2018 Cartoon Network |
| As entidades guardiãs mostram parte do que Ash viu em seu sonho pouco depois dele encontrar o Cosmog. Depois de chegar no Templo do Sol, Cosmoem sai da mochila de Ash. Depois, este passa por uma preparação pelas deidades guardiãs Tapu Lele e Tapu Fini. Depois, todas as deidades guardiãs fazem o Cosmoem passar por um processo de evolução até assumir a forma de um Solgaleo. Ele entrega um Z-cristal a Ash, mas a pulseira dele não se encaixa, até as entidades guardiãs mudarem a pulseira para depois poder evoluir para a Pulseira Z Power. Depois, Ash usa um movimento Z, e assim todos atravessam o Ultra Hole. Nogueira volta para ajudar Burnet a passar pelos Pokémons Jangmo-o e Hakamo-o, e depois de chegarem lá já, todos já tinham ido embora e o buraco se fecha. |           | |                |                            |
| 1003 | SM–53     | "Resgatando a Teimosa! Apresse-se! Operação de resgate de Lusamine!!" "Isoge! Lusamine kyūshutsu daisakusen!! (急げ！ルザミーネ救出大作戦！！)"                                                          | 7/12/2017      | 19/06/2018 Cartoon Network |
| Depois de atravessar o Ultra Hole, eles se deparam com Lusamine fundida ao Nihilego e de cabelo com uma cor diferente, mas esta se comporta de forma diferente. Kiawe fica para enfrentar o Salazzle e vence. Os outros depois ficam para trás para enfrentar os Pokémons de Lusamine. Lillian fica para deter o Clefable de Lusamine e consegue acordá-lo. Agora só restará Ash para salvar Lusamine de Nihilego. |           | |                |                            |
| 1004 | SM–54     | "Motivos Chocantes Para Batalhar! Brilhe, anel Z! Com 10.000.000 Volts Poderosamente Carregado!" "Kagayake Z-Power Ring! Chō zenryoku no Senman Bolt!! (急げ！ルザミーネ救出大作戦！！)"                 | 14/12/2017     | 20/06/2018 Cartoon Network |
| Embora os outros consigam abater os Pokémons de Lusamine, eles só poderiam ficar fora de ação se Lusamine fosse salva do Nihilego. Ash por um lado parece não ter êxito com Lusamine. Lillian e Gladion alcança Ash e Lillian tenta fazer Lusamine recobrar os seus sentidos, mas Nihilego não deixa. Ash tenta usar um movimento através de um novo cristal Z de raio e usa o movimento Senman Bolt, que depois atordoa Nihilego e conseguem tirar Lusamine. Depois, os Pokémons de Lusamine voltam ao normal e finalmente os outros se reúnem. Depois eles conseguem sair pelo Ultra Hole. Chris traz um fragmento do lugar de onde veio, mas Victória brinca com ele para assustá-lo. Lulú fala depois de um movimento entre Rowlet e Steenee. |           | |                |                            |
| 1005 | SM–55     | "A Nova Aventura dos Professores! Obrigado, Solgaleo! Nosso Hoshigumo!!" "Arigatō sorugareo! Oretachi no hoshi gumo! ! (ありがとうソルガレオ！俺たちのほしぐも！！)"                                     | 21/12/2017     | 21/06/2018 Cartoon Network |
| Depois de salvar Lusamine, Solgaleo vai embora. Nogueira pede Burnet em casamento e dá a notícia a Ash. Ash depois dá a notícia a seus amigos e estes o mantém discrição para que este não saiba da notícia. Ash vê Gladion na praia e depois se despede dele. Chega o dia do casamento e Nogueira e Burnet já se casam. Lusamine pede ao grupo de Ash para se tornarem no Ultra Guardians para mandar de volta os Ultra Beasts de volta para seu mundo e eles aceitam. No final aparece Solgaleo no fim do episódio. Um outro Pokémon misterioso aparece pelo Ultra Hole. |           | |                |                            |
| 1006 | SM–56     | "O Pokémon Dorminhoco! Um forte dorminhoco: o segredo de Nekkoara" "Neruko wa tsuyoi, nekkoara no himitsu! (寝る子は強い、ネッコアラの秘密！)"                                                           | 28/12/2017     | 25/06/2018 Cartoon Network |
| Depois de se casar com Nogueira, Burnet passa a viver com ele. Depois de chegarem na escola, eles são surpreendidos pelo Komala. A Equipe Rocket ainda continua a ir atrás de Pokémons, mas são surpreendidos pelo Jigglypuff e são colocados pra dormir. Gabriel Carvalho conta que conheceu Komala quando tinha perdido seu tronco e este passa a ficar grudado na cabeça do diretor Gabriel Carvalho. Depois este escolheu ficar com o tronco que toca o sino da escola e depois nunca mais iria soltar. Jigglypuff aparece na escola e canta sua canção de ninar e todos começam a dormir, exceto o Komala por causa de seu sonambulismo. Jigglypuff retorna de novo e canta sua canção, mas todos dormem com exceção do Komala mais uma vez. Os outros treinam a canção de ninar do Jigglypuff, mas estes acabam dormindo. Jigglypuff retorna e ele e Komala cantam e todo mundo dorme, até o Jigglypuff, mas o Komala não. Ao acordarem, apenas o Jigglypuff estava de cara pintada. Ele vê seu reflexo na água de sua cara pintada feita pelo Komala e este começa a dar risada. Este depois aceita Komala como um amigo e um vento leva Jigglypuff embora. Depois, os outros veem vídeo pelo Rotomdex, mas estes acabam dormindo.                                          |           | |                |                            |
| 1007 | SM–57     | "O Rotom Está Fora de Controle! Rotom, a mudança de forma não pode parar!" "Rotomu, forumuchenji ga tomaranai! (ロトム、フォルムチェンジが止まらない！)"                                                 | 11/01/2018     | 26/06/2018 Cartoon Network |
| Ash, Nogueira e Burnet saem de casa e deixa Rotomdex tomando conta de casa. Depois, ele recebe uma encomenda. Os Pokémons acordam e Pikachu usa seu choque elétrico que saem dois Rotons, da máquina de lavar e do Rotomdex e cada um para em seu respectivo lugar, um na máquina de lavar e um no Rotomdex. O entregador chega para levar a máquina de lavar em seu devido lugar porque acabou sendo deixado em um endereço errado. Rotomdex acorda, mas este se comporta como se fosse obcecado por máquinas de lavar. O outro Rotom era o do Rotomdex e sai da máquina de lavar para ir atrás do Rotomdex, mas este acaba parando nos aparelhos onde estão os amigos de Ash, até voltar no Centro Pokémon. Rotom tenta dizer a Ash que ele veio parar na máquina de lavar, mas não conseguia, até o Pikachu usar seu ataque elétrico e fazer os dois Rotons parar em seu devido lugar. Rotom, agora Rotomdex explica o ocorrido e Ash explica que viu um Marshadow e Rotomdex foi atrás, mas Ash escorrega no chão escorregadio e Pikachu usa seu choque elétrico que faz o Rotom sair do Rotomdex e parar no hospital. Rotom volta para o Rotomdex graças aos choques elétricos do Pikachu.                                                                                    |           | |                |                            |
| 1008 | SM–58     | "Lutando Para Não Chorar! Não chore, Hidoide!" "Nakanaide Hidoide! (泣かないでヒドイデ！)" | 18/01/2018     | 27/06/2018 Cartoon Network |
| A Equipe Rocket passa em uma loja para fazer compras. A Mareanie se impressiona com uma bijuteria, mas James afirma que não tem dinheiro para comprar. Mareanie depois se encontra com outro Mareanie. Meowth depois fala que já se encontraram antes e o Mareanie já tinha sido protegido do Tentacruel por outro Mareanie. Quando a Mareanie ia reencontra com o Mareanie, acabou desiludida e sai correndo. Em meio a confusão, o outro Mareanie evolui para Toxapex e James é afetado pelo ataque venenoso do Toxapex. Bewear pega a Equipe Rocket e os leva embora. James depois toma a decisão de deixar a Mareanie com o Toxapex e Mareanie vai embora. Ash, Nogueira e Burnet encontram Mareanie sozinha e a acolhem. Mareanie depois sai e se depara com o Tentacruel, mas James a protege. Ele depois decide deixar a Mareanie com o Toxapex, mas este desafia James e a batalha tem início. Nenhum lado cede e ambos empatam e tudo termina bem. Toxapex depois vai embora. |           | |                |                            |
| 1009 | SM–59     | "Provando o Azedo e o Doce! Mao e Suiren: Memórias Agridoces!" "Mao soshite Suiren : Amai omoide! (マオとスイレン、にがあまメモリーズ！)"                                                                | 25/01/2018     | 28/06/2018 Cartoon Network |
| As irmãs de Vitória contam a sua irmã e sua amiga, Lulú, sobre um dia que se perderam na floresta e foram auxiliados por um misterioso Pokémon, que ambas desconheciam. Ash, Lulú e Victória saem para ir atrás do Pokémon, que Lulú e Victória o conhecem como Vovô da Floresta e a Equipe Rocket vai atrás. Lulú e Victória contam quando se conheceram na infância e do dia quando conheceram Drampa, que o chamaram de Vovô da Floresta. Ash, Lulú e Victória encontram o Drampa, mas a Equipe Rocket chega antes e tentam persuadi-lo, sem êxito. Eles depois o capturam, mas este se liberta e o Bewear leva a Equipe Rocket embora. Drampa reconhece a Lulú e Victória e depois passam a brincar com ele. Victória depois em sua casa vê suas irmãs desenhando um possível Pokémon misterioso. |           | |                |                            |
| 1010 | SM–60     | "Com Vantagem na Competição! Lillie está subindo pelo ar! O Torneiro de Salto de PokéTrenó!" "Kūki o tsukinuketeimasu！ Pokeddojanputōnamento！ (リーリエ飛びます！ポケゾリジャンプ大会！！)"            | 1/02/2018      | 30/07/2018 Cartoon Network |
| Ash e seus colegas chegam a Lanakila, uma grande montanha coberta de neve, localizada na Ilha de Ula'ula. Lá, eles descobrem uma pegada, mas trata-se de um golpe no chão de um Crabominable, evolução de um Crabrawler. O Crabrawler de Pandam evolui para um Crabominable. Lillian conhece Sara e um Ninetales na forma de Alola que é especialista no campeonato local de salto com Poké-trenó e pede a Lillian para participar do tal evento. Ash, Pandam e Kiawe também participam do tal evento, como também a Equipe Rocket. Eles depois treinam para poder participar do evento. No dia do evento, Jessie começa primeiro, mas o Bewear pega a Equipe Rocket e os leva embora. Os outros continuam com seus saltos. Lillian é a última e o Vulpix executa um movimento Véu Aurora depois de algum tempo de treino. O resultado foi definido e Pandam vence o evento. |           | |                |                            |
| 1011 | SM–61     | "Uma Missão de Ultra-Urgência! Movam-se! Nossos Ultra Guardiões!" "shuppatsu suru! anata wa watashitachi no urutora gadiandesu! (出発する！あなたは私たちのウルトラガーディアンです！)"                  | 8/02/2018      | 31/07/2018 Cartoon Network |
| 1012 | SM–62     | "Agindo Como Se Espera! O Meowth Escuro é um Alola Meowth?!" "aku no nyasu wa arora nyasu!? (悪のニャースはアローラニャース！？)"                                                                        | 15/02/2018     | 1/08/2018 Cartoon Network  |
| 1013 | SM–63     | "Chegando ao Limite! Queime com Paixão, Litten! Derrote o Incineroar!!" "moeagare nyabby! dato gaogaen!! (燃え上がれニャビー！打倒ガオガエン！！)"                                                       | 22/02/2018     | 2/08/2018 Cartoon Network  |
| 1014 | SM–64     | "Ash e Passimian! O "Touchdown" de Uma Amizade!! Satoshi e Passimian! O Aterrissar de uma Amizade!!" "Satoshi to nagetsukesaru! yujo no tacchidaun ！ ！ (サトシとナゲツケサル！友情のタッチダウン！！)" | 1/03/2018      | Banido                     |
| 1015 | SM–65     | "Chamando a Atenção e Treinando Muito! Ilima e Eevee Fazem Sua Ilimaparição!!" "Irima to ibui ma irima su!! (イリマとイーブイまイリマす！！)"                                                            | 8/03/2018      | 8/08/2018 Cartoon Network  |
| 1016 | SM–66     | "Smashing Com Rascunho! Esmagando Com Esboços! A Feroz Partida de Poké-Ping Pong!!" "Sukecchi de sumasshu! gekito pokepinpon! (スケッチでスマッシュ！激闘ポケピンポン!)"                                 | 15/03/2018     | 24/09/2018 Cartoon Network |
| 1017 | SM–67     | "Amor à Primeira Rodada! O Amante da Luz! O Poipole que Gira e Gira!" "Pikapika dai suki! kurukuru bebenomu!! (ピカピカだいすき！くるくるベベノム!!)"                                                    | 22/03/2018     | 25/09/2018 Cartoon Network |
| 1018 | SM–68     | "Vida Real... Contrata-se! Experiência de Trabalho! Na Corrida do Relógio do Pokémon Center!!" "O shigoto taiken! pokemonsenta 24 ji! (お仕事体験！ポケモンセンター24時!!)"                              | 5/04/2018      | 26/09/2018 Cartoon Network |
| 1019 | SM–69     | "Hora de Acordar, Nave! Brilhe, Espaçonave Celesteela!!!" "Kagayake hoshi fune tekkaguya! (輝け星舟テッカグヤ！)"                                                                                        | 12/04/2018     | 8/10/2018 Cartoon Network  |
| 1020 | SM–70     | "A Jovem Chama Volta a Atacar! Proteja o Rancho!! A Chama Azul Contra-Ataca!!!" "Bokujo o mamore gyakushu no aoki hono!! (牧場を守れ！逆襲の蒼き炎!!)"                                                   | 19/04/2018     | 9/10/2018 Cartoon Network  |
| 1021 | SM–71     | "Capturando a Vitória! Dewpider Captura Suiren!!" "Shizukumo, daze! (シズクモ、スイレンゲットだぜ！)" | 26/04/2018     | 10/10/2018 Cartoon Network |
| 1022 | SM–72     | "Adoçando o que é Azedo! Panela-tan-tan! Queime com Paixão, a Família de Mao!!" "Panpakapan! Moeyo mao famiri!! (パンパカパーン！燃えよマオファミリー!!)"                                                | 26/04/2018     | 11/10/2018 Cartoon Network |
| 1023 | SM–73     | "Porque não me dá uma Pulseira Z! Peregrinação na Ilha da Equipe Rocket?! Pegue o Z-Ring?!" "Rokettodan no shima meguri!? Z ringu o getto seyo!! (ロケット団の島めぐり！？Zリングをゲットせよ!!)"        | 3/05/2018      | 15/10/2018 Cartoon Network |
| Giovanni manda Jessie,James e Meowth irem para a Ilha Ula Ula para obterem a pedra Z de Nanu. |           | |                |                            |
| 1024 | SM–74     | "Prova para os Melhores! Este Velho Desagradável é o Rei da Ilha?!" "Cho waru oyaji wa shima kingu!? (ちょーワルおやじはしまキング!?)"                                                                   | 10/05/2018     | 16/10/2018 Cartoon Network |
| 1025 | SM–75     | "Um Pouco de Preguiça! Tapu Bulu! O Intenso Treinamento Preguiçoso!!" "Kapu-Bulul! Gu tara mō tokkun!! (カプ・ブルル！ぐーたらモー特訓!!)"                                                               | 17/05/2018     | 17/10/2018 Cartoon Network |
| 1026 | SM–76     | "Uma Batalha Adiada! Super Showdown! Pikachu VS Mimikyu!!" "Sūpā kessen! Pikachū VS Mimikkyu!! (カプ・ブルル！ぐーたらモー特訓!!)"                                                                       | 24/05/2018     | 18/10/2018 Cartoon Network |
| 1027 | SM–77     | "Guiando o Autocontrole! O Grande Desafio De Kuchinashi! O Despertar De Lycanroc!!" "Kuchinashi no dai shiren! Lugarugan kakusei!! (クチナシの大試練！ルガルガン覚醒！！)"                               | 31/05/2018     | 2/01/2019 Cartoon Network  |
| 1028 | SM–78     | "Girando e Brilhando! O Confronto Das Ultra Beasts! A Grande Operação Estrondosa!!" "Gekitotsu urutorabīsuto! Dondonbachibachi dai sakusen!! (激激突ウルトラビースト！ドンドンバチバチ大作戦！！)"       | 7/06/2018      | 3/01/2019 Cartoon Network  |
| 1029 | SM–79     | "Enchendo o Mundo de Amor! Minior E Poipole, Uma Promessa Que Desapareceu No Estrelado!" "Minior and Poipole, the Promise that Disappeared into the Starry Sky! (メテノとベベノム、星空に消えた約束！)"  | 14/06/2018     | 7/01/2019 Cartoon Network  |
| 1030 | SM–80     | "Uma Aventura Cavernosa! A Tempestade De Areia! Uma Batalha Em Dupla Na Caverna Congelada!!" "Sandshrew's Storm! Ice Cave Double Battle!! (サンドの嵐！氷穴のダブルバトル！！)"                          | 28/06/2018     | 8/01/2019 Cartoon Network  |
| 1031 | SM–81     | "Uma Nova Chama Real! Alola's Young Fire! The Birth of Royal Satoshi!!" "Arora no wakaki hono! Roiyaru Satoshi tanjo!! (アローラの若き炎！ロイヤルサトシ誕生！！)"                                       | 5/07/2018      | 9/01/2019 Cartoon Network  |
| 1032 | SM–82     | "A Dança da Evolução! Dance Dance in Evolution?" "Dansu dansu de shinka sen ka? (ダンスダンスで進化せんか？)"                                                                                            | 19/07/2018     | 10/01/2019 Cartoon Network |
| 1033 | SM–83     | "Olha, Encolhi as Crianças! Satoshi, Becomes Small" "Satoshi, chīsaku naru (サトシ、ちいさくなる)" | 26/07/2018     | 14/01/2019 Cartoon Network |
| 1034 | SM–84     | "Um Mistério Artístico! The Shape Of Love To Come !" "Kazoku no katachi, bebenomu no kimochi! (家族のカタチ、ベベノムのキモチ！)"                                                                        | 2/08/2018      | 15/01/2019 Cartoon Network |
| 1035 | SM–85     | "O Longo Salto de Volta Para Casa! Leap and Climb, Tundetunde!" "Toned no botte, Tundetunde! (トンデノボッテ、ツンデツンデ！)"                                                                           | 9/08/2018      | 16/01/2019 Cartoon Network |
| 1036 | SM–86     | "Eu Escolho o Paraíso! I Choose Here! Pokémon Hot Spring Paradise!!" "Koko ni kimeta! Pokemon yukemuri paradaisu!! (ココにきめた！ポケモン湯けむりパラダイス！！)"                                       | 16/08/2018     | 17/01/2019 Cartoon Network |
| 1037 | SM–87     | "Enchendo a Luz Com Escuridão! Alola's Crisis! The Darkness that Eats Radiance!!" "Arōra no kiki! Kagayaki o kurau yami!! (アローラの危機！かがやきを喰らう闇！！)"                                      | 23/08/2018     | 21/01/2019 Cartoon Network |
| 1038 | SM–88     | "A Escuridão Envolvente! Lunala VS UB:BLACK! A Full Moon Battle!!" "Runaāra tai UB: Burakku! Mangetsu no tatakai!! (ルナアーラ対UB:BLACK！満月の戦い！！)"                                               | 30/08/2018     | 22/01/2019 Cartoon Network |
| 1039 | SM–89     | "O Prisma Entre a Luz e a Escuridão! Prism of Light and Darkness, Its Name is Necrozma!!" "Hikari to yami no purizumu, sononaha nekurozuma!! (光と闇のプリズム、その名はネクロズマ！！)"                 | 6/09/2018      | 12/02/2019 Cartoon Network |
| 1040 | SM–90     | "Protegendo o Futuro! Connect to the Future! The Legend of the Radiant One!" "Mirai e tsunage! Kagayaki-sama no densetsu!! (未来へつなげ！かがやきさまの伝説！！)"                                       | 13/09/2018     | 13/02/2019 Cartoon Network |
| 1041 | SM–91     | "Um Montão de Pikachu! It's a Pikachu Outbreak! The Pikachu Valley!!" "Tairyō hassei-chū! Pikachū nota ni! ! (大量発生チュウ！ピカチュウのたに！！)"                                                     | 7/10/2018      | 14/02/2019 Cartoon Network |
| 1042 | SM–92     | "Um Encontro Real! Kukui's Desperate Situation! Another Royal Mask!!" "Kukui zettaizetsumei! Mōhitori no roiyarumasuku! ! (ククイ絶体絶命！もう一人のロイヤルマスク！！)"                                | 14/10/2018     | 2019 Cartoon Network       |

## Competição Pokémon

#### Torneio de PokéTrenó
- Pokémons usado por Ash

Pikachu
- Pokémons usado por Lillian

Vulpix
- Pokémons usado por Jessie

Mimikyu
- Pokémons usado por Kiawe

Turtonator
- Pokémons usado por Pandam

Crabominable
Vencedor: Pandam

#### Torneio de Ping Pong
- Pokémons usado por Ilima

Smeargle
- Pokémons usado por Ikari

Mienshao
- Pokémons usado por Jessie

Wobbuffet
Vencedor: Ilima

## Aquisições
- Cosmog: Ash (SM 45)
- Buzzwole: Ash (SM 61)
- Poipole: Ash (SM 67)
- Blacephalon: Lillian (SM 79)
- Xurkitree: Victória (SM 79)
- Stakataka: Ash (SM 85)

## Evoluções
- Cosmog → Cosmoem: Ash (SM 50)
- Cosmoem → Solgaleo: Ash (SM 52)
- Crabrawler → Crabominable: Pandam (SM 60)
- Litten → Torracat: Ash (SM 63)
- Steenee → Tsareena: Lulú (SM 82)

## Possuídos Temporariamente
- Garchomp: Ash (SM 61-69-79-85-86-87-88-89-90)
- Altaria: Lillian (SM 61-69-79-85-86-87-88-89-90)
- Dragonair: Victória (SM 61-69-79-83-85-86-87-88-89-90)
- Flygon: Lulú (SM 61-69-79-83-85-86-87-88-89-90)
- Metang: Chris (SM 61-69-79-85-86-87-88-89-90)
- Sandshrew Pokémon totem: Lillian (SM 80)

## Deixados
- Solgaleo: Ash (SM 55)
- Buzzwole: Ash (SM 61)
- Blacephalon: Lillian (SM 79)
- Xurkitree: Victória (SM 79)
- Stakataka: Ash (SM 85)
- Poipole: Ash (SM 90)